# Askostroma
Askostroma – rodzaj askokarpu, czyli występującego u grzybów owocnika wytwarzającego na drodze askogami zarodniki płciowe zwane askosporami. Askostroma występuje u grzybów wytwarzających podkładki. Tym różni się od innych askokarpów, że nie posiada własnej ściany, rolę ściany owocnika pełni bowiem ściana komory w podkładce. Najpierw powstaje podkładka z komorami, a dopiero potem, wewnątrz tych komór tworzą się worki, w których powstają askospory.
Askostroma może mieć kształt poduszeczkowaty, nieregularny lub wielokomorowy. Worki rozmieszczone są w niej bezładnie pojedynczo, w małych pęczkach lub tworzą palisadową warstwę hymenium, w której worki poprzedzielane są nibywstawkami. W zależności od budowy wyróżnia się kilka rodzajów askostrom, np. pseudotecjum czy hysterotecjum. Ostatnio jednak zanika tendencja do używania tych nazw. Ponieważ pseudotecjum jest podobne morfologicznie do perytecjum, używa się nazwy perytecjum dla określenia obydwu tych rodzajów owocników.